# Station Radom Wschodni
Station Radom Wschodni is een spoorwegstation in de Poolse plaats Radom.